# Тюрин, Василий Гаврилович
Василий Гаврилович Тюрин (1861 — 1915) — русский военный инженер, педагог, генерал-лейтенант, заслуженный профессор Николаевской инженерной академии.

## Биография
В службу вступил в 1878 году после окончания Санкт-Петербургского первого реального училища. В 1880 году после окончания Николаевского инженерного училища, произведён в подпоручики и выпущен в 3-й понтонный батальон.
В 1884 году после окончания  Николаевской инженерной академии по I разряду произведён в поручики и в штабс-капитаны с назначением репетитором, с 1889 года после защиты первой диссертации назначен штатным преподавателем   НИА и НИУ. В 1890 году произведён в капитаны, в 1894 году  подполковники, в 1897 году за отличие по службе в полковники.
В 1900 году после защиты второй диссертации назначен экстраординарным профессором НИА. В 1902 году назначен ординарным профессором НИА. В 1905 году за отличие по службе произведён в генерал-майоры. 22 июля 1910 года высочайшим приказом получил звание заслуженный ординарный профессор НИА, одновременно с преподавательской деятельностью с 1913 года назначен — членом Инженерного совета Министерства путей сообщения и с 1914 года — постоянным членом Технического комитета Главного военно-технического управления. В 1914 году за отличие по службе произведён в генерал-лейтенанты.
Умер 31 октября 1915 года в Петрограде.

## Награды
Награждён всеми орденами Российской империи вплоть до ордена Святой Анны 1-й степени высочайше пожалованного ему 22 марта 1915 года.